# 1940 في سويسرا
فيما يلي قوائم الأحداث التي وقعت خلال عام 1940 في سويسرا.

## كتب
من الكتب التي صدرت هذه السنة في سويسرا:
- 1 يناير – الإخوة السود من تأليف كورت هيلد.

## مواليد

### يناير
- 9 يناير – روث دريفيس سياسية سويسرية.

### فبراير
- 5 فبراير – هانز رودولف جيجر

### أبريل
- 13 أبريل – هانز سوتر

## وفيات

### يناير
- 8 يناير – أوتو فون جرايرتس (مواليد 1863) كاتب مسرحي سويسري.
- 24 يناير – فريتز دي كورفان (مواليد 1868)

### أبريل
- 5 أبريل – روبرت مايلارت (مواليد 1872)

### يونيو
- 29 يونيو – بول كلي (مواليد 1879) رسام ألماني.

### سبتمبر
- 14 سبتمبر – إميل أرغاند (مواليد 1879) عالم جيولوجيا سويسري.

### أكتوبر
- 8 أكتوبر – روبرت إيمدن (مواليد 1862)